# Coil
Coil is een invloedrijke Britse formatie op het gebied van industriële en experimentele muziek.
Peter Christopherson (ex-Throbbing Gristle) en John Balance (geboren als Geoff Rushton, ex-Psychic TV) vormden samen de groep Coil. Daarvoor maakten de twee heren samen met Genesis P-Orridge deel uit van Psychic TV, een experimentele video en muziekband die weer uit de industriële band Throbbing Gristle is ontstaan. 
Aanvankelijk trad Coil niet live op, maar vanaf 1995 kwam hierin verandering. Sindsdien waren zij met enige regelmaat te bewonderen op met name Europese podia en festivals. John Balance overleed in 2004. Peter Christopherson verhuisde naar Thailand en bracht onder andere naam nog muziek uit.
Vanaf de jaren tachtig heeft Christopherson carrière gemaakt als regisseur van videoclips. In die hoedanigheid heeft hij meer dan honderd clips gemaakt, voor mainstream artiesten als Paul McCartney, Level 42 en Van Halen, maar vooral voor alternatieve acts zoals zijn eigen geesteskind Coil en acts als Nine Inch Nails, Ministry, Front 242 en Diamanda Galás.
Zes jaar na de dood van John Balance stierf Peter Christopherson in z'n slaap op 24 november 2010 in Bangkok. Christopherson's crematie was volgens Thais-Boeddhistische traditie en z'n as werd verspreid in de Sattahip rivier.

## Discografie

### Albums
- Scatology (Some Bizarre 1985)
- Horse Rotorvator (Force & Form/K.422 1986)
- Love's Secret Domain (Torso 1991)
- Musick to Play in the Dark Vol. One (Chalice 1999)
- Musick to Play in the Dark Vol. 2 (World Serpent 2000)
- Astral Disaster (Treshold 2000)
- Queens of the Circulating Breath (Eskaton 2000)
- Constant Shallowness Leads To Evil (Eskaton 2000)
- Black Antlers (Treshold House 2004)
- The Ape of Naples (Treshold House 2005)

### Singles
- How to Destroy Angels (Coil EP)|How to Destroy Angels (12") (1984)
- Panic/Tainted Love (12"/CD) (1985)
- The Anal Staircase (12") (1986)
- The Wheal(1)/The Wheal (7") (1987)
- The Wheal(2)/Keelhauler (7") (1987)
- Wrong Eye/Scope (7") (1990)
- Windowpane (song)|Windowpane (12"/CD) (1990)
- The Snow (12"/Cassette/CD) (1991)
- Airborne Bells/Is Suicide a Solution? (7") (1993 November)
- Themes for Derek Jarman's Blue (7") (1993)